# کاپوسین (واشینگتن)

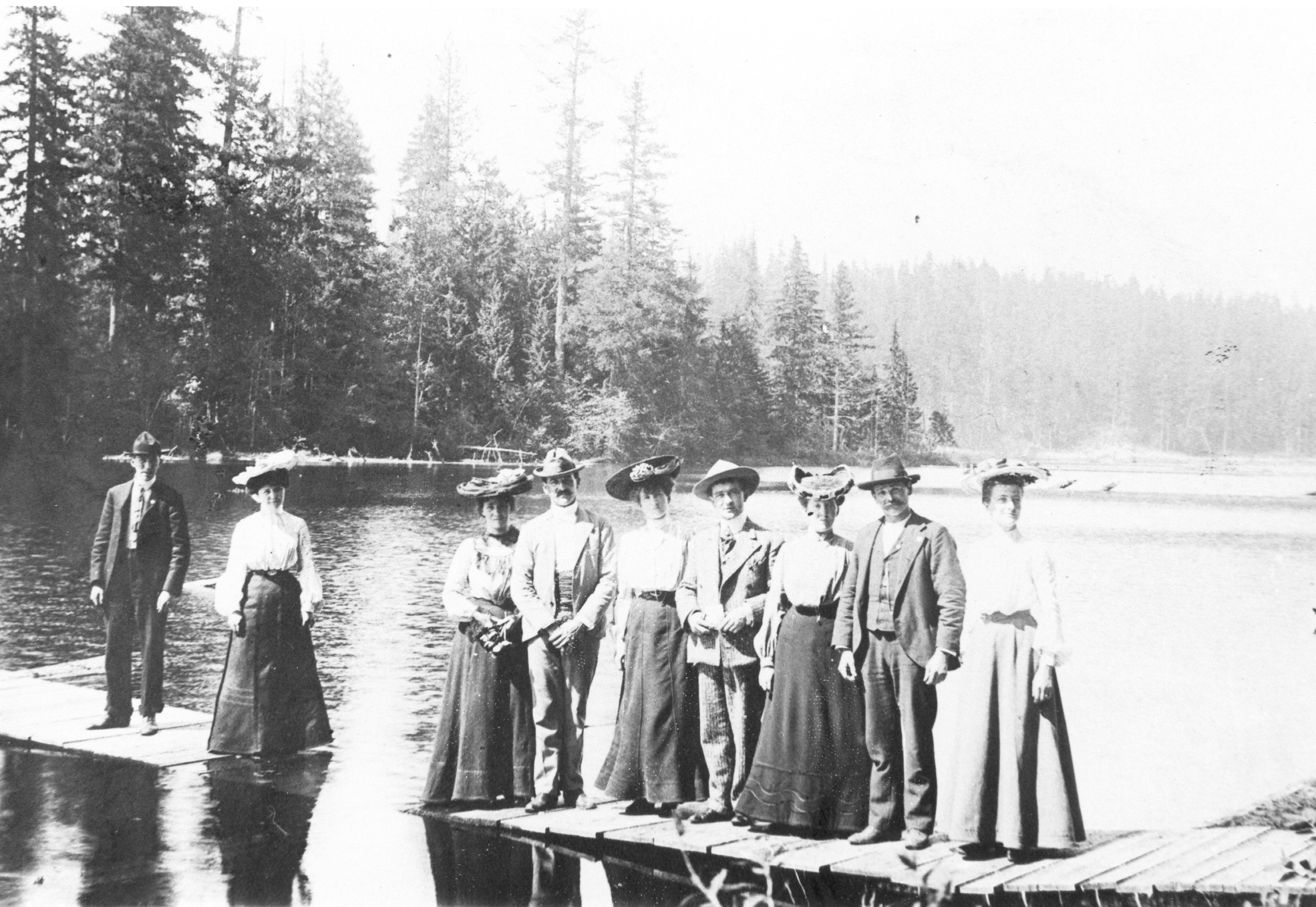
کاپوسین، واشینگتن

کاپوسین (به انگلیسی: Kapowsin) یک منطقهٔ مسکونی در ایالات متحده آمریکا است که در شهرستان پیرس، واشینگتن واقع شده‌است. کاپوسین ۳۳۳ نفر جمعیت دارد.